# Schlangenbrett

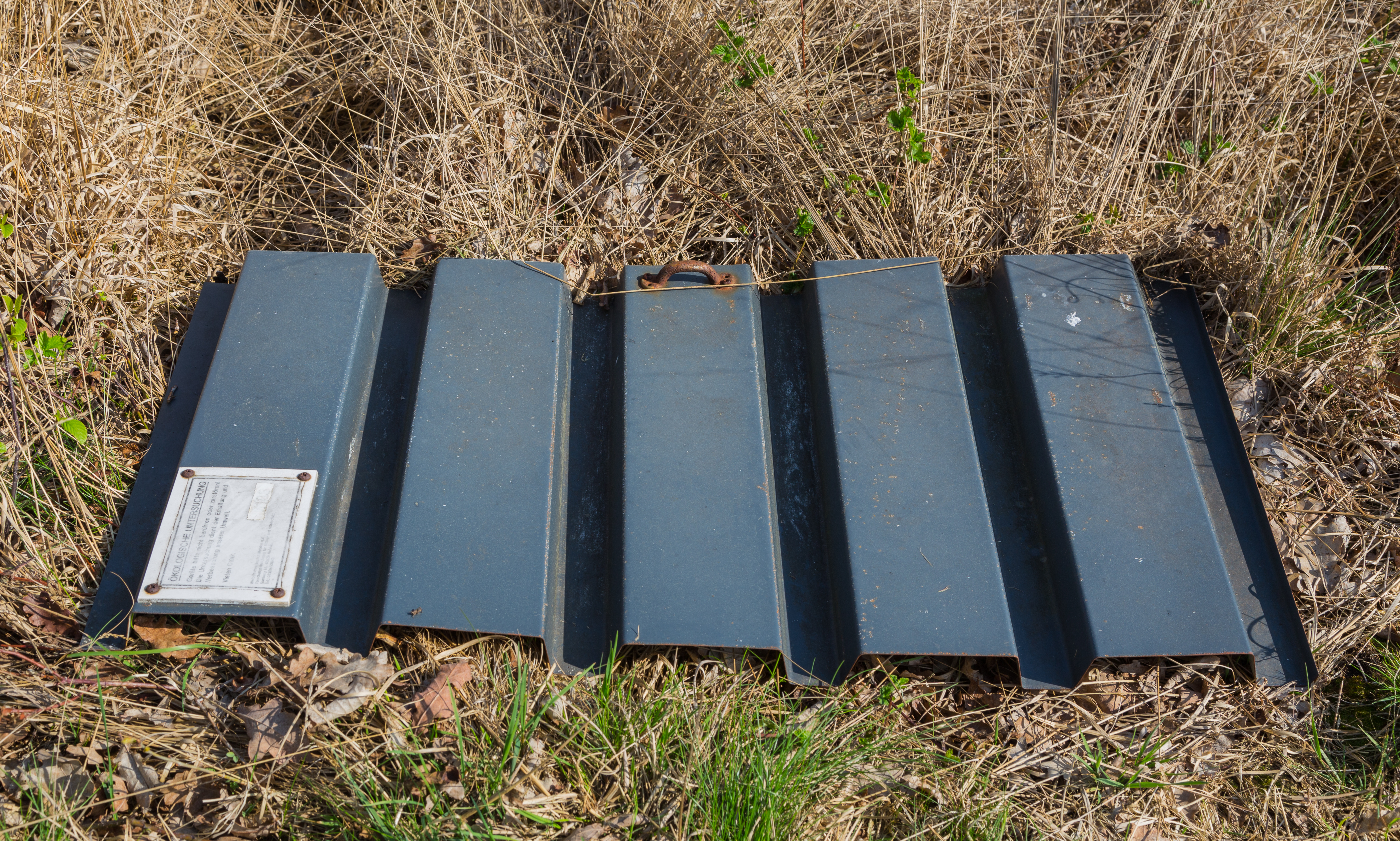
Schlangenbrett im Recker Moor

Als Schlangenbretter werden in potenziellen Reptilienbiotopen ausgelegte künstliche Verstecke bezeichnet, die zum Nachweis von Reptilien dienen und im Rahmen feldherpetologischer Untersuchungen (Kartierungen) zum Einsatz kommen. Neben dem Auslegen von Schlangenbrettern, die speziell für den möglichst effizienten Nachweis von Reptilien, insbesondere von Schlangen, aufbereitet wurden, werden auch andere Materialien verwendet. Von einigen Kartierern werden zum Beispiel Bleche, Dachpappestücke, Teppichbodenreste etc. ausgelegt.
Im Rahmen größerer feldherpetologischer Untersuchungen haben sich die Schlangenbretttypen „Henf“ und „Glandt“ bewährt, benannt nach ihren Erfindern.

## Funktionsprinzip
Der Nachweis von einigen Reptilienarten, insbesondere von Schlangen und Schleichen ist oft schwierig und von günstigen Wetterbedingungen abhängig. Oft findet der Nachweis von Schlangen eher zufällig statt. Am ehesten sind Schlangen und Schleichen in ihren Verstecken aufzufinden, die sie zum Beispiel zur Thermoregulation oder zum Schutz vor Prädatoren aufsuchen. Wenn natürliche Versteckplätze wie zum Beispiel unterkriechbare Steinplatten, Baumstämme etc. fehlen, setzen einige Feldherpetologen Schlangenbretter ein, die leicht kontrolliert werden können.
Zur Verdeutlichung der Funktionsweise wird hier das Schlangenbrett nach „Henf“ beispielhaft beschrieben. Bei dem Schlangenbrett nach „Henf“ handelt es sich um ein 1,5 m × 0,5 m großes Schalbrett, das mit einem, etwas aus der Mitte des Brettes versetzten, schwarzen Balken versehen wurde. Der schwarze Balken hat die Funktion, dass aufgrund der höheren Wärmeabsorption sich dieser Bereich stärker erwärmt. So entstehen unter dem Brett Bereiche unterschiedlicher Wärmezonen, zwischen denen die wechselwarmen Reptilien zur Regulierung ihrer Körpertemperatur wechseln können. Nach den Ergebnissen langjähriger feldherpetologischer Untersuchungen ist das Material Holz anderen Materialien gegenüber zu bevorzugen, da eine zu starke und zu schnelle Erwärmung bei extremen Wetterlagen (große Hitze) vermieden wird und das Holz durch die Möglichkeit zur Wasseraufnahme günstige mikroklimatische Bedingungen fördert. Bleche und Dachpappen werden bei direkter Sonneneinstrahlung innerhalb kürzester Zeit so heiß, dass Reptilien diese künstlichen Verstecke nur bei ganz bestimmten, günstigen, nicht zu sonnigen Wetterbedingungen aufsuchen können.
Reptilien suchen die Bretter nicht gezielt auf, sondern stoßen beispielsweise bei der Nahrungssuche auf das „ideale“ Versteck. Da unter dem Brett für einige Reptilienarten ideale Bedingungen (Sichtschutz vor Prädatoren, günstige Möglichkeiten zur Thermoregulation, Nahrungsquellen etc.) herrschen, verlegen häufig Reptilien ihren Lebensmittelpunkt unter ein Schlangenbrett und sind dort im Verlauf von Kontrollen nachzuweisen.

## Fangspektrum

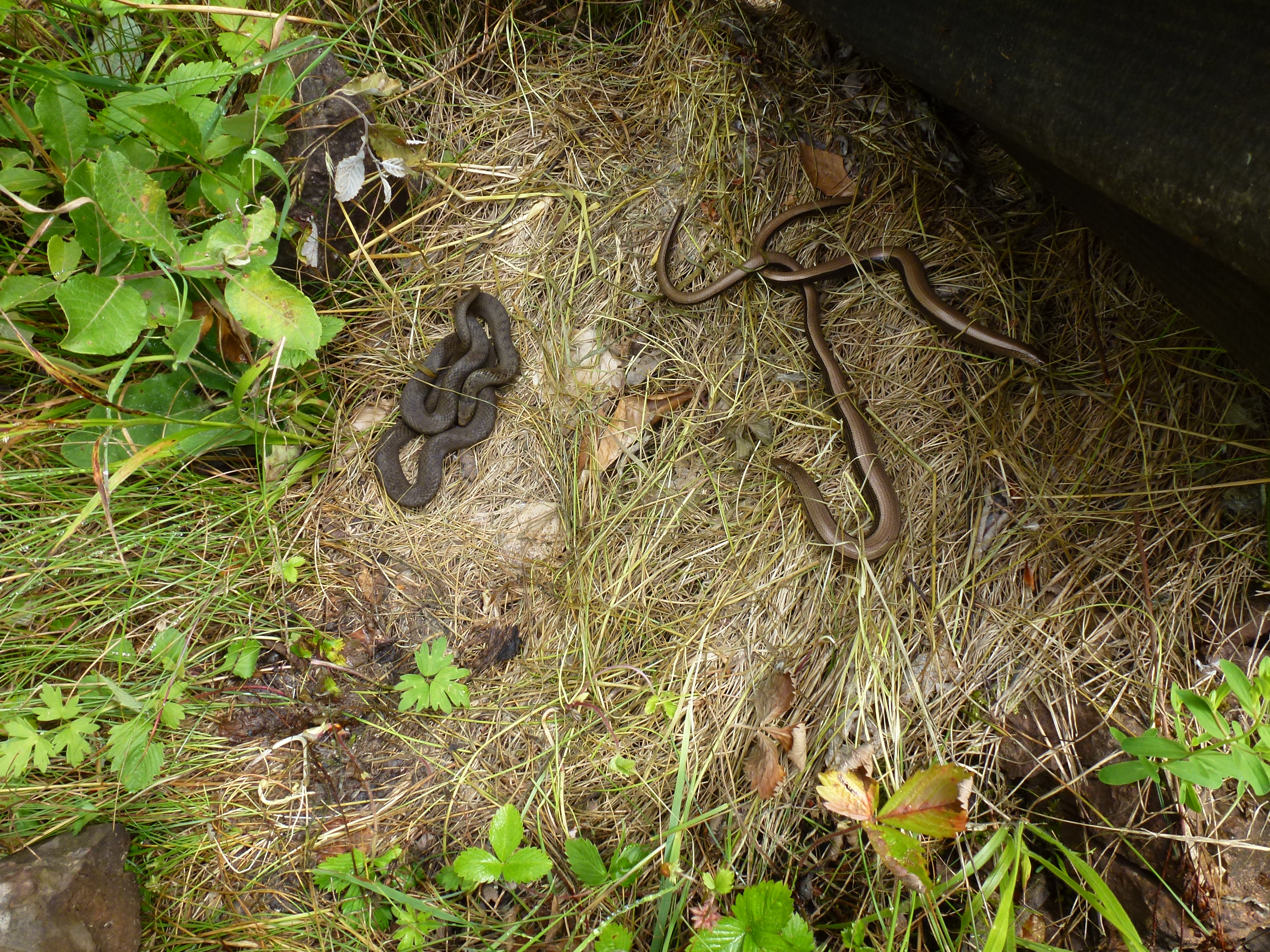
Eine Schlingnatter und zwei Blindschleichen unter einem Schlangenbrett

Schlangenbretter sind in Mitteleuropa erfolgreich zum Nachweis folgender Reptilienarten eingesetzt worden:
- Blindschleiche (Anguis fragilis)
- Waldeidechse (Zootoca vivipara) – meist sonnend auf den Brettern
- Zauneidechse (Lacerta agilis) – meist sonnend auf den Brettern
- Schlingnatter (Coronella austriaca)
- Ringelnatter (Natrix natrix) – meist vor der Häutung
- Kreuzotter (Vipera berus)

Der Nachweis weiterer Reptilienarten ist durch den Einsatz von Schlangenbrettern wahrscheinlich. Zum Nachweis der Westlichen Smaragdeidechse (Lacerta bilineata) wurden im Lahntal modifizierte Schlangenbretter eingesetzt, die in hoher Vegetation kleinräumige Sonnplätze offen hielten.

## Rechtliche Grundlagen
Dem gezielten Einsatz von Schlangenbrettern sind in Deutschland enge gesetzliche Grenzen gesetzt. Da es sich bei der Zielgruppe der Reptilien um nach BNatSchG bzw. BArtSchV um „besonders geschützte“ oder „streng geschützte“ Arten handelt, ist vor dem Einsatz von Schlangenbrettern jeweils eine Ausnahmegenehmigung von der zuständigen Naturschutzbehörde einzuholen.